# Бронепоезд №7 «Балтиец»
Бронепоезд №7 «Балтиец» (ранее №301) — советский бронепоезд времён Великой Отечественной войны, участвовавший в обороне Ленинграда.

## История

### Формирование
3 июля 1941 года рабочие Ленинград-Балтийского электродепо постановили сформировать бронепоезд из двух четырёхосных 60-тонных платформ и паровоза Оп №7599. 12 июля инициативу поддержали военные моряки. Комендант Ижорского сектора (ИжУС) береговой обороны ГВМБ БФ комбриг П. И. Лаковников подписал приказ №0024 о формировании бронепоезда, вооружённого «противотанковыми и противосамолётными средствами». Приказ утвердил комендант береговой обороны ГВМБ БФ генерал-майор Г. Т. Григорьев. Бронепоезду был присвоен №301. Непосредственное руководство работами осуществляли начальник артиллерии ИжУС майор Е. А. Проскурин и начальник инженерной службы ИжУС военинженер 2-го ранга Ф. С. Зверев. Начиная с 15 июля переоборудованием платформ в мастерских военсклада №146 в пос. Большая Ижора занимались рабочие электродепо и личный состав бронепоезда под руководством мастера Е. Д. Левашева. Установкой орудий занимались в мастерских форта «Красная горка».
Сталь была выделена Ижорским заводом. Две двухосные платформы были блиндированы в торцевых частях листами стали толщиной 10-20 мм с промежутком 20 мм между ними, залитым бетоном. Орудийные площадки с боковых сторон прикрыли стальными листами, установленными под наклоном снизу вверх. На платформах смонтировали шесть 45-мм орудий 21-К на тумбовых установках, четыре пулемёта ДШК, два пулемёта ДК, шестнадцать пулемётов Максима и три пулемёта ДП.
Также бронепоезд усилили двумя четырёхосными бронеплатформами со 102/60 корабельными орудиями Обуховского завода Платформы были защищены по кругу 50-мм броневыми листами. Листы возле орудий откидывались на 90°.
Все четыре бронеплатформы были оборудованы перекрытыми погребами для бозапаса.
В состав бронепоезда вошёл бронепаровоз Од №431 с трёхосным тендером.
Команда бронепоезда (штат был определён в 105 человек) была составлена из добровольцев-железнодорожников и военных моряков, ранее служивших в фортах Кронштадта. 13 июля приказом коменданта ГВМБ были назначены командир (капитан запаса Александр Михайлович Ульянов) и комиссар (политрук Родионов) бронепоезда.
25 июля генерал-майор Григорьев своим приказом признал БП №301 сформированным.

### Служба
15 июля 1941 года комиссаром бронепоезда вместо политрука Родионова был назначен капитан Владимир Лазаревич Аблин. 30 июля командиром бронепоезда вместо капитана Ульянова был назначен капитан Владимир Дмитриевич Стукалов.
8 декабря 1941 года в состав бронепоезда была включена платформа со 130-мм орудием Б-13, снятым с крейсера «Аврора». Штатный состав экипажа был увеличен до 153 человек.
30 апреля 1942 года штатный экипаж бронепоезда был увеличен до 167 человек.
В апреле 1944 года командиром бронепоезда назначен капитан С. А. Пермский